# Catedral São José (Ituiutaba)
A Catedral São José é um templo católico localizado em Ituiutaba, no estado brasileiro de Minas Gerais. Consagrada a São José, constitui a sede episcopal da Diocese de Ituiutaba.

## História
Em 1832 o padre Antônio Dias de Gouveia fundou uma capela em torno da qual surgiu o povoado de São José do Tijuco, que deu origem a Ituiutaba. A Paróquia de São José do Tijuco foi criada em 1839, mas a criação da paróquia só se efetivou em 7 de novembro de 1866, pela Lei Provincial no. 472. No lugar da capela, foi erguida a nova igreja matriz, concluída em 1862.
Em novembro de 1938 a igreja matriz de São José foi destruída por um incêndio, no qual perderam-se os móveis, o tabernáculo, paramentos e imagens. As ruínas que sobraram do incêndio foram demolidas em 1939, ano em que foi lançada a pedra fundamental do atual templo no dia 19 de março. A construção foi concluída em 1959. A partir da criação da Diocese de Ituiutaba em 16 de outubro de 1982, a igreja matriz passou à condição de catedral.
Pároco atual da Catedral São José, Pe. Júlio Cesar Oliveira (Pe. Axé) e Vigário Paroquial Pe. Luciano Giopato Roncoleta.